# Exacum amplexicaule
Exacum amplexicaule är en gentianaväxtart som beskrevs av J. Klackenberg. Exacum amplexicaule ingår i släktet Exacum och familjen gentianaväxter. Inga underarter finns listade i Catalogue of Life.